# Franklin Six
Pour les articles homonymes, voir Six (homonymie).
Franklin Six (né le 29 décembre 1996 à Ploegsteert) est un coureur cycliste belge, professionnel entre 2018 et 2020.

## Biographie

### Débuts
Franklin Six nait le 29 décembre 1996 à Ploegsteert. Il est le fils de Sébastien Six, ancien coureur amateur de bon niveau, et le neveu du regretté champion belge Frank Vandenbroucke.
Chez les juniors (moins de 19 ans), il connaît une année 2014 marquée par une grave chute lors d'une course sur piste à Gand-Blaarmeersen, où une des lattes en bois du vélodrome lui rentre dans le dos,. Après une longue période de convalescence, il se distingue au niveau national en obtenant sept victoires, parmi lesquelles le classement final de la Coupe de Belgique juniors.
Passé en catégorie espoir (moins de 23 ans), il rejoint l'équipe continentale wallonne Color Code-Aquality Protect en 2015. Avec elle, il remporte une étape et le classement général du Tour de Flandre-Orientale. L'année suivante, malgré divers problèmes physiques au dos, il parvient de nouveau à obtenir de bons résultats. Il remportant trois courses : Bruxelles-Opwijk (interclub),, le Grand Prix de Saint-Anne à Comines ainsi que la Wingene Koers, kermesse professionnelle. Il est également huitième du Grand Prix de Francfort espoirs.
En 2017, il s'impose sur le Handzame Challenge, interclub belge, devant plusieurs coureurs des équipes BMC Development et Lotto-Soudal U23. De plus, il devient vice-champion de Belgique espoirs et se distingue en terminant cinquième de Liège-Bastogne-Liège espoirs, où il règle au sprint le premier peloton derrière quatre coureurs échappés. Son contrat à l'issue de cette saison n'est cependant pas reconduit, ses blessures l’ayant empêché de scorer[Quoi ?] suffisamment.

### Carrière professionnelle
Finalement, il devient coureur professionnel en 2018 avec l'équipe WB-Aqua Protect-Veranclassic. Il connait des débuts difficiles avec sa nouvelle formation, notamment lors des trois premiers mois, où il rencontre plusieurs problèmes intestinaux. Toutefois, il parvient à prendre la sixième place d'À travers les Ardennes flamandes au mois de juin.
Fin 2020, il n'est pas conservé par son équipe Bingoal-Wallonie Bruxelles. À 23 ans, il met un terme à sa carrière.

## Palmarès

### Par année
- 2012
  - 3e du championnat de Belgique de poursuite par équipes débutants
- 2014
  - Coupe de Belgique juniors
  - 2e du championnat de Belgique de poursuite par équipes juniors
  - 3e de la Flèche du Brabant flamand
- 2015
  - Tour de Flandre-Orientale :
    - Classement général
    - 1re étape
- 2016
  - Bruxelles-Opwijk
  - Wingene Koers
- 2017
  - Handzame Challenge
  - 2e du championnat de Belgique sur route espoirs
  - 3e de Bruxelles-Zepperen

### Classements mondiaux
| Année           | 2016   | 2017   |
| --------------- | ------ | ------ |
| UCI Europe Tour | 1 809e | 1 061e |